# Bisaccia
Bisaccia é uma comuna italiana da região da Campania, província de Avellino, com cerca de 4.382 habitantes. Estende-se por uma área de 101 km², tendo uma densidade populacional de 43 hab/km². Faz fronteira com Andretta, Aquilonia, Calitri, Guardia Lombardi, Lacedonia, Scampitella, Vallata.

## Demografia
| Variação demográfica do município entre 1861 e 2011                               |
|                                                                                   |
| Fonte: Istituto Nazionale di Statistica (ISTAT) - Elaboração gráfica da Wikipedia |